# Crypton Future Media
Crypton Future Media, Inc. (クリプトン・フューチャー・メディア株式会社, Kuriputon Fyūchā Media Kabushikigaisha), ou Crypton, é uma empresa de mídia com sede em Sapporo, Japão. Ela desenvolve, importa, e vende produtos para a indústria de música, como o software Gerador de som , amostras de CDs e DVDs, e efeito sonoro e bibliotecas de música de fundo. A empresa também fornece serviços de comércio on-line, comunidade online, e conteúdo móvel.

## Visão global
Crypton começou negócio importando produtos de áudio em 1995, e esteve envolvida no desenvolvimento, importação, e vendas de amostras de CDs e DVDs, efeitos de som e bibliotecas de músicas de fundo, e aplicações de sintetizadores musicais. Seus principais parceiros empresariais no Japão incluem lojas de instrumentos musicais, lojas de computadores, e distribuidores de software.
A empresa licenciou softwares para as seguintes organizações:
- empresas de vídeo-game, como a Konami, Sega, Sony Computer Entertainment, Namco, e Nintendo
- mídia de transmissão pública e privada(TV, rádio, e cabo), como a NHK
- empresas de hardware e software de computadores, como a Apple Inc., Dell, e Microsoft
- mercados de instrumentos musicais, como a Roland Corporation e Yamaha Corporation
- Instituições públicas, como governos locais, o Ministério da Defesa e o Ministério da Educação, Cultura, Desporto, Ciência e Tecnologia do Japão
- Instituições educacionais, como escolas de ensino médio, universidades, e escolas vocacionais.

Crypton também opera um número de sites móveis japoneses , principalmente para i-mode do NTT docomo, EZweb do au by KDDI, e Yahoo! Keitai do SoftBank Mobile, para distribuir ringtones, efeitos de som, e ringtones de voz (chaku-voice), incluindo:
- Hatsune Miku Mobile (初音ミクモバイル) (em japonês)
- Pocket Sound Effect Pro (ポケット効果音Pro) (em japonês)
- Mazeteyo Nama Voice (まぜてよ☆生ボイス) (em japonês)

Crypton importa produtos de mais de 50 fornecedores internacionais baseados em Áustria, Canadá, Dinamarca, França, Alemanha, Hungria, Itália, Rússia, África do Sul, Coreia do Sul, Suécia, Suíça, o Reino Unido, e o Estados Unidos.
Em 2010, Crypton Future Media foi anunciada como a empresa no. 1 para o software relacionado com som, trazendo uma quota de 21,4% do mercado para o seu produto relacionado.

## Vocaloid produtos e serviços

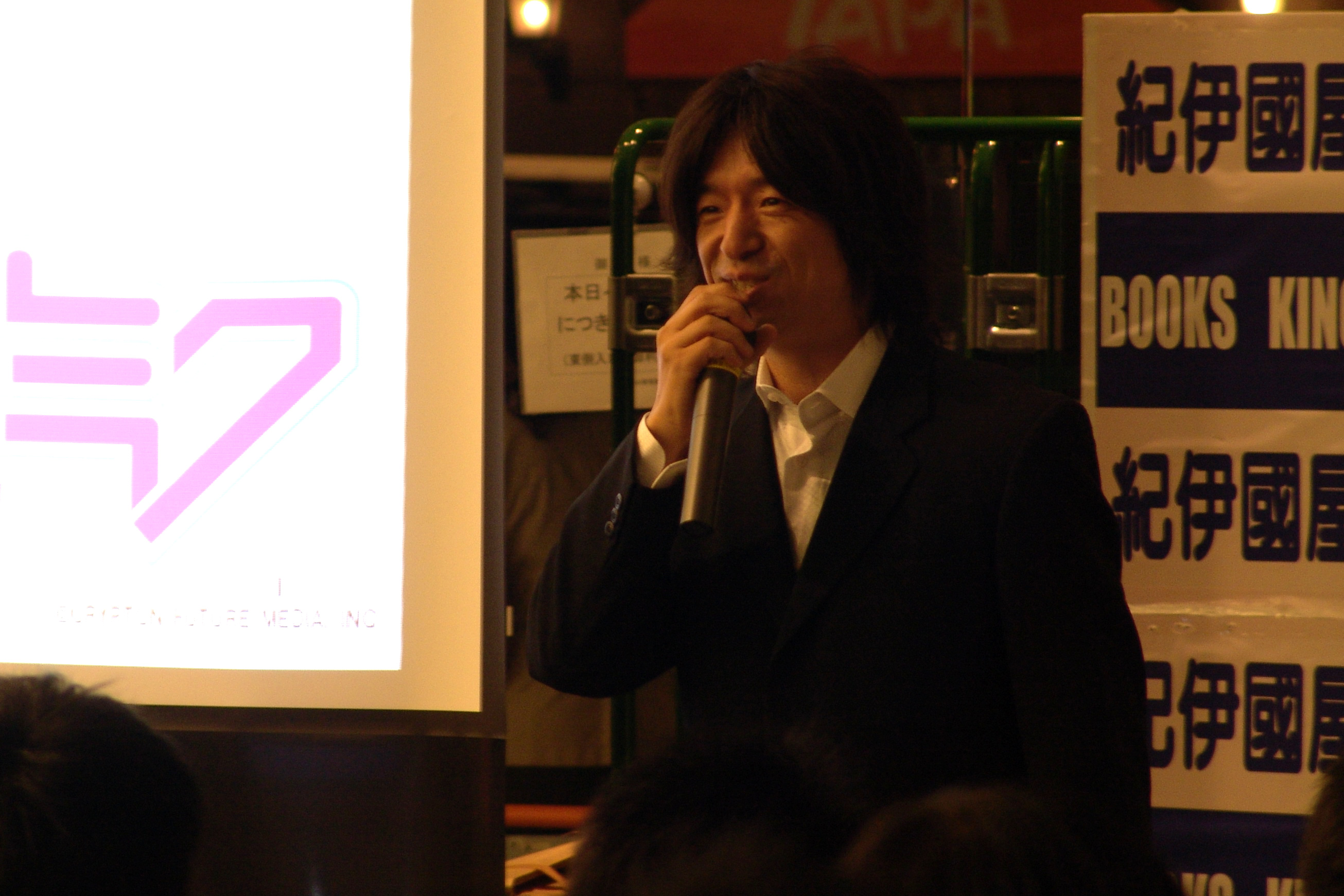
Em 12 de outubro de 2008, o presidente da Crypton Hiroyuki Itō fez um discurso no Science Café intitulado "Hatsune Miku Night - the diva transcending science" em Sapporo.

Crypton é mais conhecida por produção e vendas de software de Síntese de voz para música computadorizada. Os produtos deles usam o Vocaloid , motor de síntese musical desenvolvido pela Yamaha; eles também foram acusados de encontrar e contatar a English Studios, a fim de obter recomendações para a versão em inglês do software Vocaloid. A empresa lançou Meiko em 2004 e Kaito em 2006, que foi originalmente desenvolvida pela Yamaha deixando a liberação comercial para a Crypton Future Media. A empresa depois lançou o primeiro Vocaloid desenvolvido por eles, e membro da 'official Character Vocal Series', Hatsune Miku, que utiliza o motor atualizado Vocaloid 2.  O sucesso do banco de voz de Hatsune Miku no Japão (e mais tarde em outros países) elevou grandemente o perfil da Crypton. O segundo 'Character Vocal Series' são Kagamine Rin e Len e o terceiro é Megurine Luka. Devido ao crescimento da popularidade destes Vocaloids, Crypton lançou o site Piapro para carregar o conteúdo feito para fãs e sua própria Gravadora KarenT para vender músicas de Vocaloid.

### Produtos do Vocaloid
Kaito foi o único vendido com o motor Vocaloid 1.1; os Vocaloids anteriores a ele foram vendidos como Vocaloid 1.0, na qual ele também foi fornecido. Contudo, ele precisava adicionalmente do Vocaloid 1.1.2 patch para trabalhar no motor Vocaloid 1.0. Um patch foi lançado mais tarde para atualizar todos os motores Vocaloid  para Vocaloid 1.1.2, adicionando novos recursos para o software, embora havia diferenças entre os resultados de saída do motor. Mesmo que Kaito e Meiko fossem japoneses e cantassem utilizando a fonética japonesa, a interface principal foi escrita usando Inglês para Vocaloids em Inglês e japonês.
Devido ao sucesso de colocar um personagem na arte da caixa de Meiko, o conceito foi transitado para o sucessor dela, Kaito e Vocaloids lançados mais tarde para estimular a criatividade, contudo nem todas as artes de caixa dos Vocaloid originalmente tinham a intenção para representar aquele Vocaloid. Embora Meiko experimentou boas vendas, Kaito foi o único que falhou comercialmente inicialmente , causando menos demanda por vozes masculinas por um tempo depois do lançamento inicial de Kaito. Obteve prêmio de segundo melhor vendedor de 2008. Meiko e Kaito são reportados para a discussão por uma atualização. Diversas expressões vocais atualizadas já foram gravadas para Kaito.
Em Abril de 2011, foi confirmado seis expressões vocais que foram gravadas para Kaito, dois das quais foram retiradas e os quatro restantes foram sendo trazidos para a frente quando já tinha sido atingido uma fase alpha. O 'Character Vocal' (Hatsune Miku, Kagamine Rin/Len e Megurine Luka) series Appends tinham sido cridos a partir de performances vocais dos provedores de suas vozes, contudo o novo Kaito Appends foi criado adicionando-se eco, força e tensão para as amostras.
| Produto | Língua  | Gênero    | Dublador    | Data de lançamento      |
| ------- | ------- | --------- | ----------- | ----------------------- |
| Meiko   | Japonês | Feminino  | Meiko Haigō | 5 de novembro de 2004   |
| Kaito   | Japonês | Masculino | Naoto Fūga  | 17 de fevereiro de 2006 |

### Produtos Vocaloid2
Crypton lançou Hatsune Miku, em 31 de agosto de 2007. O segundo do 'Character Vocal Series' é a primeira dupla Vocaloid Kagamine Len e Kagamine Rin, um Japonês masculino e feminino, lançados em 27 de dezembro de 2007. Em 18 de julho de 2008, a edição atualizada do Kagamine Rin e Len, chamado "act2" foi lançado. Por um período de tempo, usuários que tinham comprado a versão antiga foram permitidos a obter a nova versão gratuitamente. Em 18 de junho de 2008, a demonstração beta de músicas usando a nova versão foram lançadas no blog oficial da empresa. O disco de expansão é um software inteiramente diferente e não afeta a instalação do original Kagamine Rin/Len de qualquer maneira, dando ao usuário a opção de usar o antigo ou o novo conjunto de voz exclusivamente ou combinar o uso deles. Crypton Future Media tem retirado agora a venda do antigo Kagamine Vocaloid deles e já não é possível comprar o software a partir deles. Esta foi também a primeira atualização do Vocaloid a ser feito para qualquer Vocaloid. O terceiro produto da Crypton's Character Vocal Series é Megurine Luka, a primeira Vocaloid bilíngue.
Em 30 de Abril de 2010, uma versão atualizada de Miku chamada 'Hatsune Miku Append' foi lançada contendo um pacote de seis diferentes tons da voz de Miku: Suave (voz gentil, delicada), Doce (voz jovem,chibi ), Escura (voz madura,como com o coração partido), Vívida (voz brilhante, alegre), Sólida (voz alta, clara), e Iluminada (voz inocente, celestial). Crypton Future Media também lançou 'Kagamine Rin/Len Append' em 27 de dezembro de 2010.

#### Produtos lançados
| Produto                       | Língua           | Gênero                         | Dublador      | Data de lançamento     |
| ----------------------------- | ---------------- | ------------------------------ | ------------- | ---------------------- |
| Hatsune Miku (CV01)           | Japonês          | Feminino                       | Saki Fujita   | 31 de agosto de 2007   |
| Kagamine Rin/Len (CV02)       | Japonês          | Feminino (Rin) Masculino (Len) | Asami Shimoda | 27 de dezembro de 2007 |
| Kagamine Rin/Len (CV02) Act 2 | Japonês          | Feminino (Rin) Masculino (Len) | Asami Shimoda | 18 de julho de 2008    |
| Megurine Luka (CV03)          | Japonês e Inglês | Feminino                       | Yū Asakawa    | 30 de janeiro de 2009  |
| Hatsune Miku Append           | Japonês          | Femino                         | Saki Fujita   | 30 de abril de 2010    |
| Kagamine Rin/Len Append       | Japonês          | Feminino (Rin) Masculino (Len) | Asami Shimoda | 27 de dezembro de 2010 |

### Produtos Vocaloid3
De acordo com a Crypton, uma petição iniciada no Facebook excedeu o necessário de 39,390 membros em novembro de 2010 para juntar-se a uma conta da Hatsune Miku para uma versão em Inglês que seria lançada; Crypton anunciou que eles estavam trabalhando em uma Miku em Inglês e era planejado para ser lançado em 2013. Hatsune Miku em Inglês foi lançada em 31 de agosto de 2013. Hatsune Miku V3 foi lançada em 26 de setembro de 2013.
| Produto         | Língua           | Gênero    | Dublador    | Data de lançamento                                      |
| --------------- | ---------------- | --------- | ----------- | ------------------------------------------------------- |
| KAITO V3        | Japonês e Inglês | Masculino | Naoto Fūga  | 15 de fevereiro de 2013                                 |
| Hatsune Miku V3 | Japonês e Inglês | Feminino  | Saki Fujita | 31 de agosto de 2013 (ENG) 26 de setembro de 2013 (JPN) |
| MEIKO V3        | Japonês e Inglês | Feminino  | Meiko Haigō | 4 de fevereiro de 2014                                  |

#### Vocaloid4
| Produto           | Língua           | Gênero   | Dublador   | Data de lançamento  |
| ----------------- | ---------------- | -------- | ---------- | ------------------- |
| Megurine Luka V4X | Japonês e Inglês | Feminino | Yū Asakawa | 19 de Março de 2015 |

#### Próximos produtos
| Produto                   | Língua           | Gênero                         | Dublador      | Data de lançamento      |
| ------------------------- | ---------------- | ------------------------------ | ------------- | ----------------------- |
| Kagamine Rin/Len V4X      | Japonês e Inglês | Feminino (Rin) Masculino (Len) | Asami Shimoda | Terceiro trimestre 2015 |
| Hatsune Miku V4X Falsetto | Inglês           | Feminino                       | Saki Fujita   | sem previsão            |
| MEIKO V4X Hard            | Japonês          | Feminino                       | Meiko Haigo   | sem previsão            |
| KAITO V4X Light           | Japonês          | Masculino                      | Naoto Fuga    | sem previsão            |

- Crypton tem um "Project if..." com uma voz misteriosa, infantil.[32][33][34]
- Crypton também fez alguns trabalhos sobre a "CV04" com uma voz masculina[35][36]

### Piapro
Em resposta à crescente popularidade dos trabalhos derivados criados com Hatsune Miku e os outros aplicativos do Vocaloid, Crypton abriu uma comunidade online chamada Piapro(estilizado como PIAPRO) em 3 de dezembro de 2007, onde os fãs dos Vocaloids podem 'upload' o próprio conteúdo deles, tal como músicas, artes, letras, personagens, e modelos 3D. "Piapro" significa Sistema cooperativo e promove Conteúdo gerado pelo usuário.
Também sob a marca Piapro há o Piapro Studio da Crypton, um editor vocal do Vocloid implementado como um VST/AU plugin junto com com todos os produtos completos V3 Vocaloid (Miku V3, Miku V3 Inglês, Miku V3 Pacote, Meiko V3, Kaito V3). Isto permite para todas as funcionalidades de edição vocal quase idêntico ao suporte característico para todo o software da Yamaha Vocaloid 3 Editor, o qual está disponível ou como um aplicativo independente ou um plugin para o Cubase. Todas as bibliotecas de voz do Vocaloid 3 incluem o Tiny Vocaloid 3 Editor gratuitamente, no entanto, este é severamente limitado em termos de funcionalidade em comparação com o editor V3 completo, sendo limitado para apenas 17 barras de saída, juntamente com algumas outras limitações - que servem principalmente como gosto de um novato da edição Vocaloid ou uma maneira de testar facilmente uma nova biblioteca vocal. Piapro Studio foi criada para permitir que donos dos produtos V3 da Crypton tivessem um editor vocal com todas as características com uma interface modernizada e simplificada empacotada de graça. Ele também permite o carregamento de partes terceirizadas, não Crypton bancos de voz do Vocaloid 3 - assim como V2 que foram importados para o editor V3 completo antecipadamente. Sendo um plugin VST, ele permite ao usuário operar totalmente dentro de sua DAW de escolha, em contraste com os pequenos ou completos editores V3 que são aplicações autônomas e que o usuário deve exportar um wav para importar para o seu DAW cada vez é necessária uma mudança ou atualização - ou exportar um arquivo wav atualizado de sua DAW como a música de fundo para importar para o editor V3. Esta integração da edição vocal dentro do DAW como um plugin de instrumento VST permite  edição conveniente e um fluxo de trabalho mais suave. Atualmente a Piapro Studio está retirando  algumas características do editor V3 completo, mas a maioria delas não são necessários para trabalhar com a composição vocal e afinação do Vocaloid, ao invés disso, atualmente algumas características de conveniência e de expansão, tais como a importação WAV e Job Plugins do Vocaloid 3 (um sistema de scripting), estão ausentes do Piapro Studio. Crypton tem no entanto, mencionado que gostaria de implementar algo semelhante ao Job Plugins em algum momento no futuro. Piapro Studio é também regularmente atualizado a cada poucos meses com novos recursos e consertos de bug. Atualizações do Vocaloid 3 Editor parecem ser muito menos frequentes, geralmente apenas em torno do tempo de lançamento de um novo Vocaloid. Piapro Studio também dispõe de alguns ícones projetados de cantores no Piapro social e amostras prévias de voz, adicionadas em uma atualização no verão de 2014.